# 釧路炭田
釧路炭田（くしろたんでん）は、北海道の釧路地方を中心として東西約110km、南北約20 - 60kmに広がる炭田。釧路にある岩見浜は1856年（安政3年）に採掘がおこなわれた道内最初の採炭地であり、2002年（平成14年）に太平洋炭礦から事業を引き継いだ釧路コールマインは日本国内唯一の坑内掘り稼行炭鉱である。

## 属する炭鉱
採掘中
- （釧路コールマイン）釧路炭鉱 - 国内唯一の坑内掘り炭鉱（1日24時間採掘中）

閉山済
- （三菱財閥）雄別炭礦、雄別炭鉱、尺別炭鉱、上茶路炭鉱、浦幌炭鉱
- （三井財閥）太平洋炭礦、別保炭鉱
- （八幡製鉄）尾幌炭鉱
- （明治財閥）明治鉱業、庶路炭鉱、本岐炭鉱

など

## 歴史
釧路炭田での石炭の最初の記録は松前長広の『松前志』（1781年）で、付近では石炭の存在が知られていたとみられる。
江戸幕府は開国後、開港した函館に入港する船舶に石炭を供給するために1856年（安政3年）に岩見浜で初めての石炭採掘を行った。幕府はその翌年の1857年（安政4年）に石炭岬に採炭場所を移し、箱館奉行白糠出所を置いて石炭を採掘したことが釧路炭田開発の始まりとなっている。
釧路炭田での近代的炭鉱は、1887年（明治20年）に安田善次郎（安田財閥）によって開かれた春鳥炭山（安田炭山・春採炭砿）から始められ、アトサヌプリ火山の硫黄を製錬・輸送するための燃料として供給された。
その後、1917年（大正6年）に木村久太郎が休山中だった春採炭砿を買収し「木村組炭砿」とし、1920年（大正9年）には釧路に進出した三井鉱山の別保炭砿と合併し、太平洋炭礦を創業して木村が初代社長に就任した。
一方、1919年（大正8年）、芝義太郎らが北海炭砿鉄道を設立し、雄別（釧路市阿寒町）で炭鉱開発に着手し、1921年（大正10年）に生産を開始した。この鉱山を1923年（大正12年）に三菱鉱業が買収し、鉄道は雄別炭砿鉄道となった。
太平洋戦争末期には船舶輸送が困難となり、釧路炭田の各炭鉱は休坑・保坑となって、労働者の約3分の2が九州に移った。戦後は石炭の増産が図られたが、1960年代から日本国内で炭鉱の閉山が相次ぎ、釧路炭田でも炭鉱数は減少したが、1967年（昭和42年）に釧路炭田全体の生産量が史上最高の史上最高の年344.6万トンを記録した。
北海道は九州と並ぶ日本の主要な石炭の生産地だったが、閉山が相次ぎ、1995年（平成7年）に北海道での坑内掘り炭鉱は太平洋炭礦のみとなった。その太平洋炭礦も2002年（平成14年）1月に閉山し、規模を縮小しつつ生産を引き継ぐ釧路コールマインが設立されて日本唯一の坑内掘り炭鉱として生産を続けている。また、ベトナム等への生産・鉱山保安等に関する技術移転を経済産業省の事業の受託として実施している。